# Elsa Langnäse
Elsa Langnäse (* 1998 in Dresden) ist eine
deutsch-schweizerische Schauspielerin in Film, Fernsehen, und Theater.

## Leben und Karriere
Elsa Langnäse wurde 1998 in Dresden geboren. Sie wuchs in der Schweiz auf und lebt heute in Zürich und Berlin. Erste Bühnenerfahrungen sammelt sie 2012 in der Schneekönigin beim Kinder- und Jugendtheater Metzenthin und am Theater Neumarkt Zürich in 2016 Schools of normal.
2012 war sie bereits als Naomi im Tatort: Geburtstagskind zu sehen.
Ihre Schauspielausbildung absolvierte sie von 2019 bis 2021 bei der Giles Foreman Centre for Acting in London, wo sie zum Theater Ensemble gehörte und 2022 bei Filmakademie Baden-Württemberg.
2023 wurde sie für ihre Rolle im Kurzfilm Those Who Follow für einen Academy Award nominiert.
2025 war sie im Tatort: Rapunzel in der Rolle der Lynn Fischer zu sehen.

## Filmografie (Auswahl)
- 2011: Alles eis Ding
- 2012: Tatort: Geburtstagskind
- 2013: Sitting Next to Zoe
- 2015: Inland (Kurzfilm)
- 2015: Verdacht
- 2017: Sono Pippa
- 2017: In Takt
- 2018–2020: Nr. 47 (Fernsehserie, 33 Folgen)
- 2021: Youth Topia
- 2021: Ecce Homo
- 2022: Semret
- 2023: Mitläufer (Those Who Follow) (Kurzfilm)
- 2023: Löcher im Wohnzimmer (Kurzfilm)
- 2023: Schiffre/Schirken (Kurzfilm)
- 2023: starrk. (Kurzfilm)
- 2023: Deutsche Sprache, schwere Sprache
- 2024: To Shoot or Not to Shoot (Kurzfilm)
- 2025: Tatort: Rapunzel

## Theater (Auswahl)
Kinder- und Jugendtheater Metzenthin
- 2012: Die Schneekönigin, als Die Schneekönigin (Regie: Sibylle Metzenthin)

Theater Neumarkt Zürich
- 2016: Schools of Normal, als Heidi (Regie: Heike M. Goetze)[2]

Giles Foreman Centre for Acting London
- 2019: A view from the bridge, als Catherine Carbone (Regie: Grant Masters)
- 2020: The Seagull, als Irina Nikolayevna Arkadina (Regie: Sam Clemens)
- 2020: A Midsummer Night`s Dream, als Titania (Regie: Giles Foreman)
- 2020–2021: Blood Wedding, als Bride (Regie: Giles Foreman)
- 2021: A month in the country, als Vera (Regie: Grant Masters)

## Auszeichnungen (Auswahl)
- 2018: Zürcher Radio- und Fernsehfilmpreis (Schweiz) – Auszeichnung für ihre Rolle in Nr. 47 – Staffel 1[2]
- 2019: Prix Walo-Nominierung (Schweiz) für ihre Darstellung der Eveline Wyler in Nr. 47 – Staffel 2[2]
- 2023: Academy Award-Nominierung (USA) für ihre Rolle als Rabea im Kurzfilm Those Who Follow[2]